# 양석일
양석일(梁石日, 1936년 8월 13일~2024년 6월 29일)는 재일한국인 2세 출신의 소설가이다. 일본 오사카시 이카이노(猪飼野) 태생이며, 부모는 제주도 출신이다. 오사카 후리쓰 다카쓰 고등학교 정시제를 졸업했다.
재일한국인 해방운동에 참가했고, 긴토키종 등과 동인지를 간행했다. 그 후 인쇄 작업에서는 실패했고, 일본 각지를 여기저기 방랑하면서, 택시기사로 취직했다.

## 주요 작품
- 밤을 걸고(夜を賭けて)
- 남자의 성(男の性)
- 수라를 산다(修羅を生きる)
- 어둠의 아이들(闇の子供たち)
- 다시 오는 봄(めぐりくる春)
- Z
- 단층 해류(断層海流)
- 자궁속의 자장가(子宮の中の子守歌)
- 수마(睡魔)
- 피와 뼈(血と骨)
- 족보의 끝(族譜の果て)
- 택시 드라이버 시리즈(タクシードライバーシリーズ)
- 카오스(カオス)
- 여름의 불길(夏の炎)
- 달은 어디에 떠 있는가

## 양석일 역을 맡은 배우
- 기시타니 고로[岸谷五朗, 달은 어디에 떠있는가(月はどっちに出ている)]
- 아라이 히로후미[新井浩文, 피와 뼈에서 마사오역(원작에서는 성한)]
  - 오다기리 조(オダギリジョー, 피와 뼈)는 마사오의 이복형인 박무역

## 같이 보기
- 재일 한국인 문학
- 재일 한국인의 일람
- 김봉웅
- 김일기